# Pass Out
«Pass Out» — дебютный сингл британского рэпера Тайни Темпа с его первого альбома Disc-Overy, также ставший началом его сотрудничества с лейблом Parlophone. Песня была выпущена в Великобритании 28 февраля 2010 года посредством цифровой дистрибуции. Продюсер и автор песни Labrinth также принял участие в её записи, но это не указано. Ремикс под авторством Snoop Dogg вышел в США 16 ноября 2010 года по вышеуказанной схеме. Композиция победила в номинации Лучший Британский Сингл премии BRIT Awards.

## История создания
После своего подписания на Parlophone, Тайни Темпа совместно с продюсером Labrinth создал два сингла для своего лейбла: «Frisky» и «Pass Out». Президент компании Майлс Леонард указал на то, что лейбл настаивает на выпуске «Pass Out» в качестве первого сингла. Он сказал: «Это установило новые прецеденты для британской урбан музыки, по сравнению с тем, что было на год раньше. И это был новый звук; оно звучит свежо, и пришло из клубов.» Однако лейбл решил, что слишком рискованно ставить песню в дневной эфир мейнстримового радио, и планировал провести сдержанную ротацию на специализированных радиостанциях. Но восторженная реакция зрителей этих радиостанций помогла перевести песню в дневной эфир.
Темпа раскрыл газете The Sun, что песня посвящена «доведению себя до обморочного состояния». На BBC Radio 1 песню ставили в своих эфирах Зейн Лоу, Джо Вайли, MistaJam (впервые поставивший её на Radio 1 12 декабря 2009 года), Ras Kwame, Тим Вествуд (представивший песню на BBC Radio 1Xtra 7 декабря), Тревор Нельсон, Ферни Коттон и Ник Гримшоу. «Pass Out» также получила ранний доступ в плей-листы 1Xtra и Kiss 100.
Песню упоминали Хайди Монтаг и Одрина Пэтридж из сериала Голливудские холмы, актёр Жан-Клод Ван Дамм и принц Чарльз.
Ремикшированная версия «Pass Out» использовалась в британской рекламе компьютерной игры Assassin's Creed: Brotherhood. Также рэпер Chamillionaire сделал ремикс на эту песню.
Песня была использована в качестве саундтрека в фильме «Новое начало (Как стать крутым) / Anuvahood». Anuvahood является режиссёрским дебютом британского актера и хип-хоп исполнителя Адама Дикона, который до этого снялся в клипе Тайни «Tears».

## Музыкальное видео
Музыкальное видео было загружено на официальный канал Parlophone на сайте YouTube 23 декабря 2009 года, и на сентябрь 2012 года имеет более 43,9 миллионов просмотров.

## Список композиций
- Цифровая дистрибуция[11]

1. «Pass Out» (explicit) — 4:27
2. «Pass Out» (radio edit/clean) — 3:56
3. «Pass Out» (DC Breaks Remix/explicit) — 4:31
4. «Pass Out» (instrumental) — 4:27
5. «Pass Out» (music video/clean) — 3:56

- Ограниченный 7" сингл

1. «Pass Out» (explicit) — 4:27
2. «Pass Out» (SBTRKT Remix) — 4:46

## Выступления в чартах
«Pass Out» дебютировал на первом месте в UK Singles Chart и UK R&B Chart 7 марта 2010 года, разойдясь тиражом в 92 000 копии. Там он продержался ещё 2 недели, спустившись 21 марта на второе место из-за нового сингла Lady Gaga и Beyoncé «Telephone». Всего в Top 10 сингл провёл 7 недель, упав на 13 место 25 апреля. К 13 июня 2010 года сингл провёл 15 недель в Top 40, чтобы 2 января 2011 года снова вернуться в него, попав на 36 место. В связи с выступлением Тайни Темпа на BRIT awards, 20 февраля 2011 года сингл попал на 32 место. Всего песня провела 52 недели в UK Top 75, по своему долгожительству за всю его историю оказавшись на 20-м месте, и на 53-м в истории Top 100.
В Irish Singles Chart дебют композиции состоялся 12 марта 2010 года на 13 месте. К четвёртой неделе сингл добрался до 6 места. Всего он провёл 4 недели в Top 10, и к 3 июня 2010 года провёл 13 недель в пределах Top 50.
«Pass Out» дебютировал в New Zealand Singles Chart 10 мая 2010 года на 40 месте. На следующей неделе он поднялся на 7 строчек, заняв 33 место, где и находился 2 следующие недели.
| Чарт (2010)                         | Высшая позиция |
| ----------------------------------- | -------------- |
| Australia (ARIA)                    | 70             |
| European Hot 100 Singles            | 7              |
| Germany (German Black Chart)        | 6              |
| Ирландия (IRMA)                     | 6              |
| Новая Зеландия (Recorded Music NZ)  | 33             |
| Шотландия (OCC Scotland)            | 1              |
| Великобритания (OCC UK Hip Hop/R&B) | 1              |
| Великобритания (OCC UK Singles)     | 1              |

| Чарт (2010)              | Позиция |
| ------------------------ | ------- |
| European Hot 100 Singles | 70      |
| UK Singles (OCC)         | 10      |

| Чарт (2011)      | Позиция |
| ---------------- | ------- |
| UK Singles (OCC) | 145     |